# Mindre beckasinsnäppa
Mindre beckasinsnäppa (Limnodromus griseus) är en amerikansk flyttfågel i familjen snäppor inom ordningen vadarfåglar. Den häckar i tre olika områden i Kanada och Alaska. Vintertid flyttar den till södra USA och vidare till Sydamerika. Likt sin nära släkting och utseendemässigt mycket lika större beckasinsnäppan har den påträffats sällsynt i Europa, men med påtagligt färre fynd. Fågeln minskar i antal, så pass att den betraktas som utrotningshotad.

## Utseende och läten
Mindre beckasinsnäppan är mycket lik sin nära släkting större beckasinsnäppa och tidigare behandlades de som en och samma art. Båda arterna är generellt stora som enkelbeckasinen och ser ut som ett mellanting mellan beckasiner och myrspov med den mycket långa näbben, ögonbrynsstreck, grönfärgade förhållandevis långa ben och i flykten en smal vit kil på ryggen och vit bakkant på vingarna. Näbben har en typiskt relativt tjock och nerböjd spets. Typiskt är också beckasinsnäppornas sätt att födosöka på ett symaskinsliknande manér.

### Skillnad mellan mindre och större beckasinsnäppa
Storleksskillnanden mellan arterna är namnen till trots obetydliga. Den allra tydligaste skillnaderna dem emellan är lätena. Den mindre arten har ett två- eller trestavigt tydy eller tydly, väl skilt från den störres korta och snärtiga kjipp.
Lättast att skilja åt är juvenila fåglar, där mindre beckasinsnäppa är mer rödbruna och har bandade eller fläckade tertialer, större täckare och skulderfjädrar (större beckasinsnäppas är helt enfärgade). Adult fågel i sommardräkt är generellt blekare ljusorange än den större arten. Ingen av de tre underarterna har kombinationen rödaktig buk och tvärvattrade flanker som större beckasinsnäppa har. Istället är buken vit med tvärvattring (underarten griseus), rostfärgad med fläckad flank (hendersoni) eller vit med kraftig vattring och tätt fläckat bröst (caurinus). 
I den grå vinterdräkten är arten näranog identisk med den större, bortsett från en gradvis övergång från grått bröst till vit buk där större beckasinsnäppa har en skarpare gräns.

## Utbredning och systematik
Mindre beckasinsnäppa häckar i tre spridda områden i norra Nordamerika och delas in i tre underarter med följande utbredning:
- Limnodromus griseus griseus – häckar i Quebec och Labrador; övervintrar från USA:s östkust till Brasilien
- Limnodromus griseus hendersoni – häckar på slätterna i centrala Kanada; övervintrar från sydöstra USA till Panama
- Limnodromus griseus caurinus – häckar i södra Alaska och södra Yukon; övervintrar från USA:s västkust till södra Peru

Mindre beckasinsnäppans utbredningsområde, där orangerött betecknar vistelse under häckningstid, blått övervintringsområde och gult områden som passeras under flyttningen.

Arten är en mycket sällsynt gäst i Europa, påtagligt fåtaligare än sin nära släkting större beckasinsnäppa, med endast fyra fynd i Storbritannien och på Irland, tre i Norge, två i Spanien, Frankrike och Tyskland samt ett på Island och i Sverige vid Utlängan i Blekinge 6–7 september 2012. I Sverige har dock ytterligare 17 fynd (av sammanlagt 21 individer) gjorts av obestämda beckasinsnäppor, men med största sannolikhet rör sig dessa om den i Europa mycket mer vanligt förekommande större beckasinsnäppan.

## Levnadssätt
Mindre beckasinsnäppa häckar i kärr i tajga upp till trädgränsen och knappt in på subantarktisk tundra. Den lägger fyra ljusgröna ägg med bruna fläckar och båda könen ruvar äggen, men bara hanen tar hand om ungarna efter kläckning. Fågeln livnär sig på vattenlevande evertebrater, på häckplats fluglarver, sniglar och frön.

## Status och hot
Arten har ett stort utbredningsområde och en stor population uppskattad till mellan 150 000 och 320 000 vuxna individer. Den tros dock minska relativt kraftigt i antal, så pass att den sedan 2024 betraktas som globalt utrotningshotad. IUCN placerar den i kategorin sårbar (VU).

## Namn
Mindre beckasinsnäppans vetenskapliga artnamn griseus är latin för "grå". På svenska har arten även kallats kortnäbbad beckasinsnäppa.

## Bilder

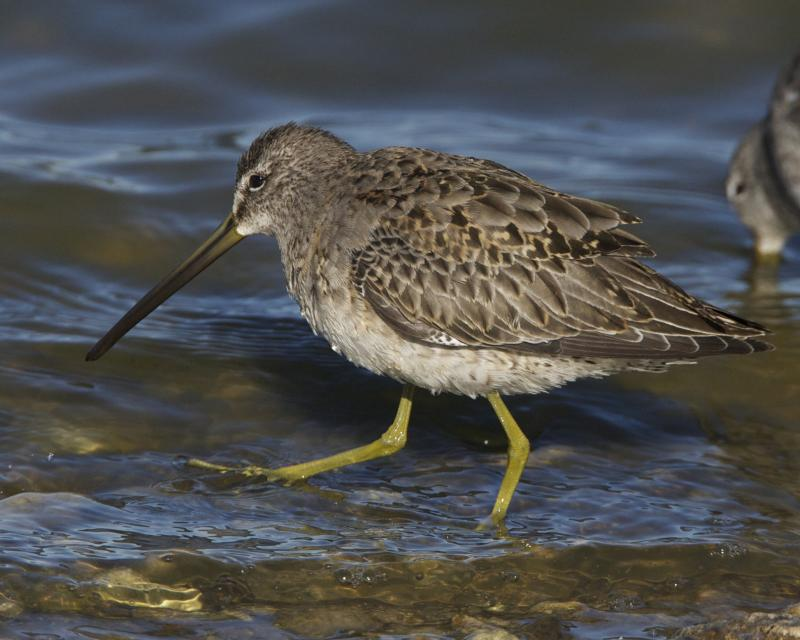
Vinterdräkt
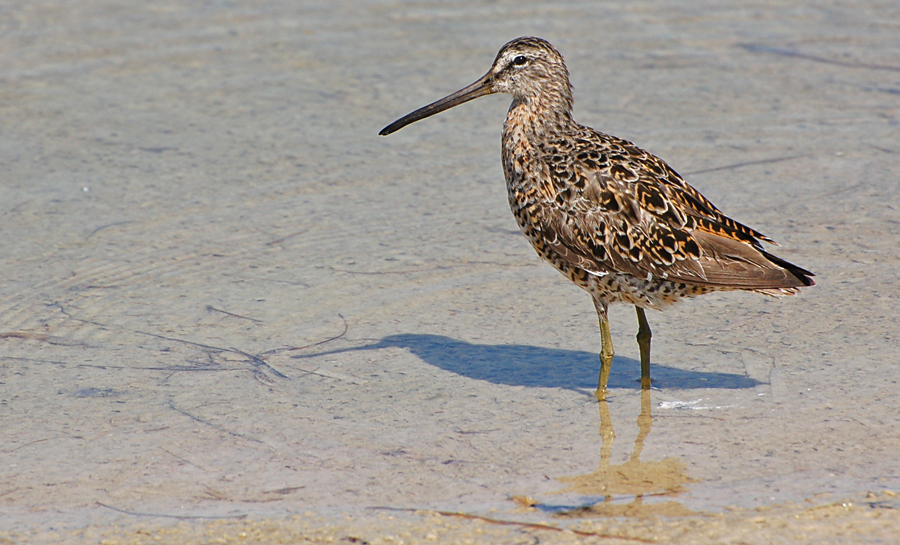
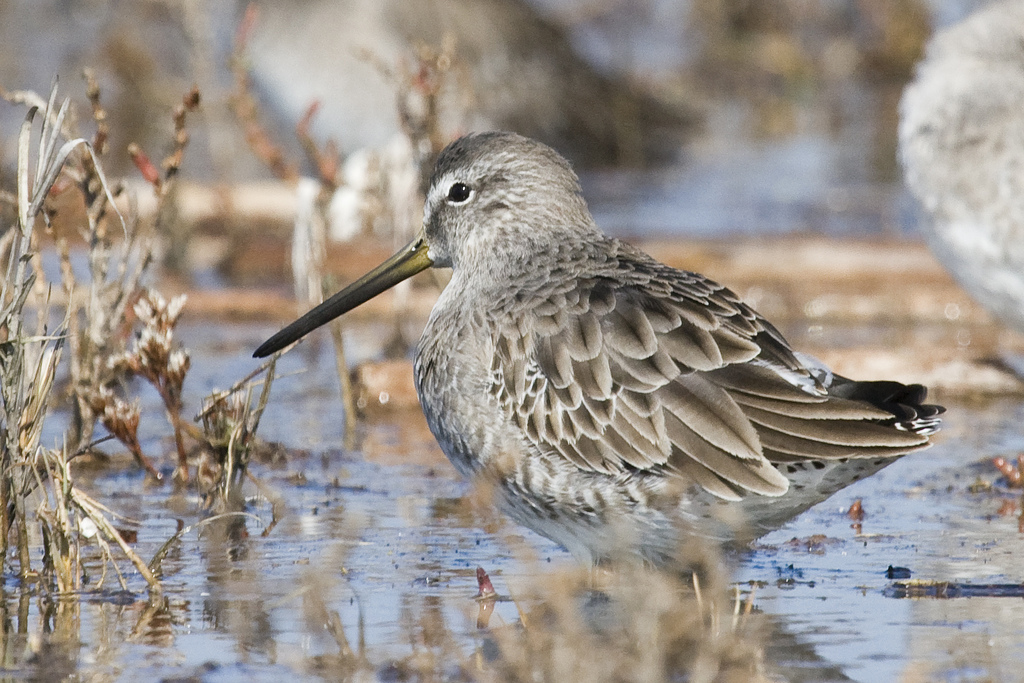
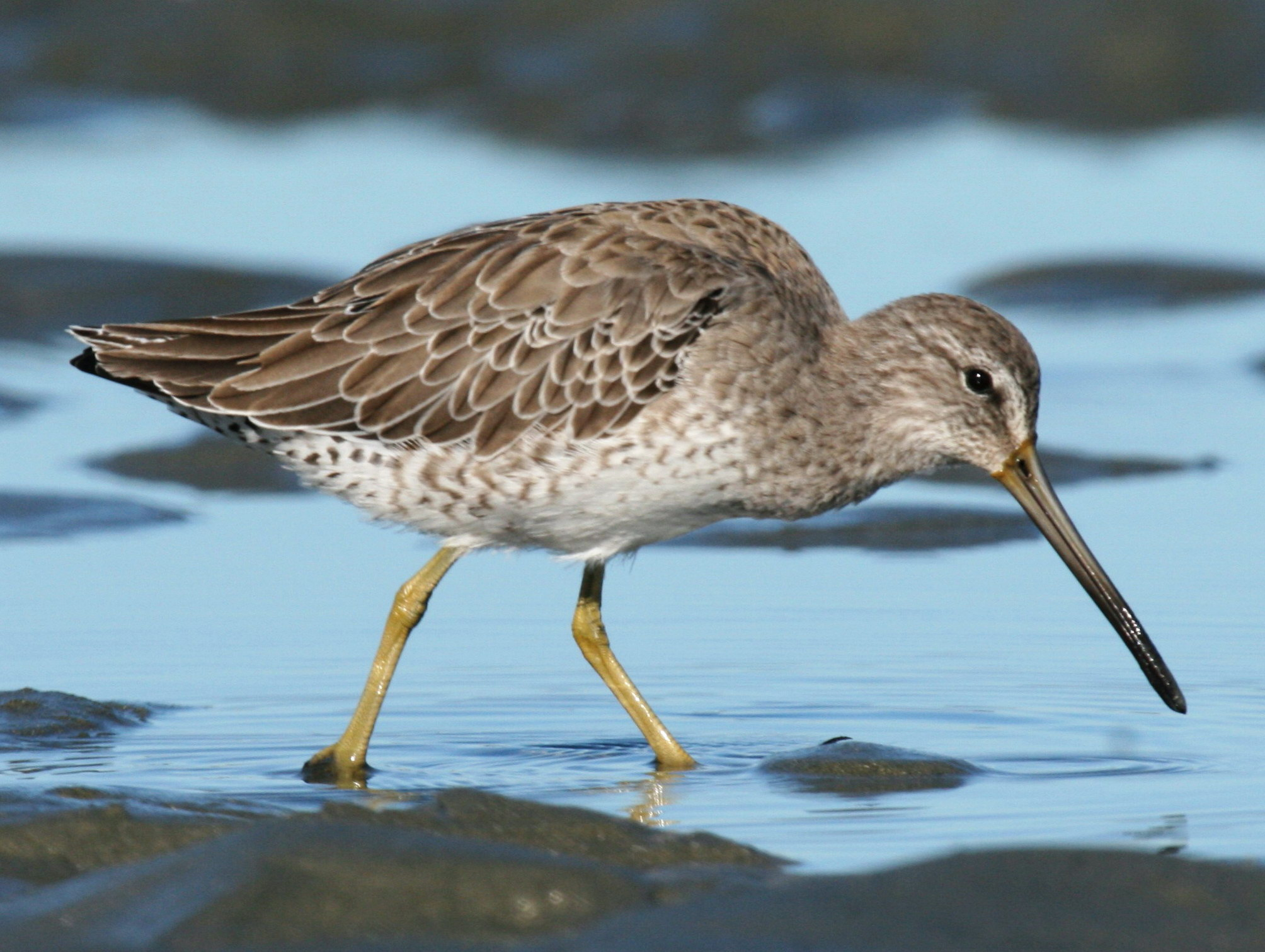
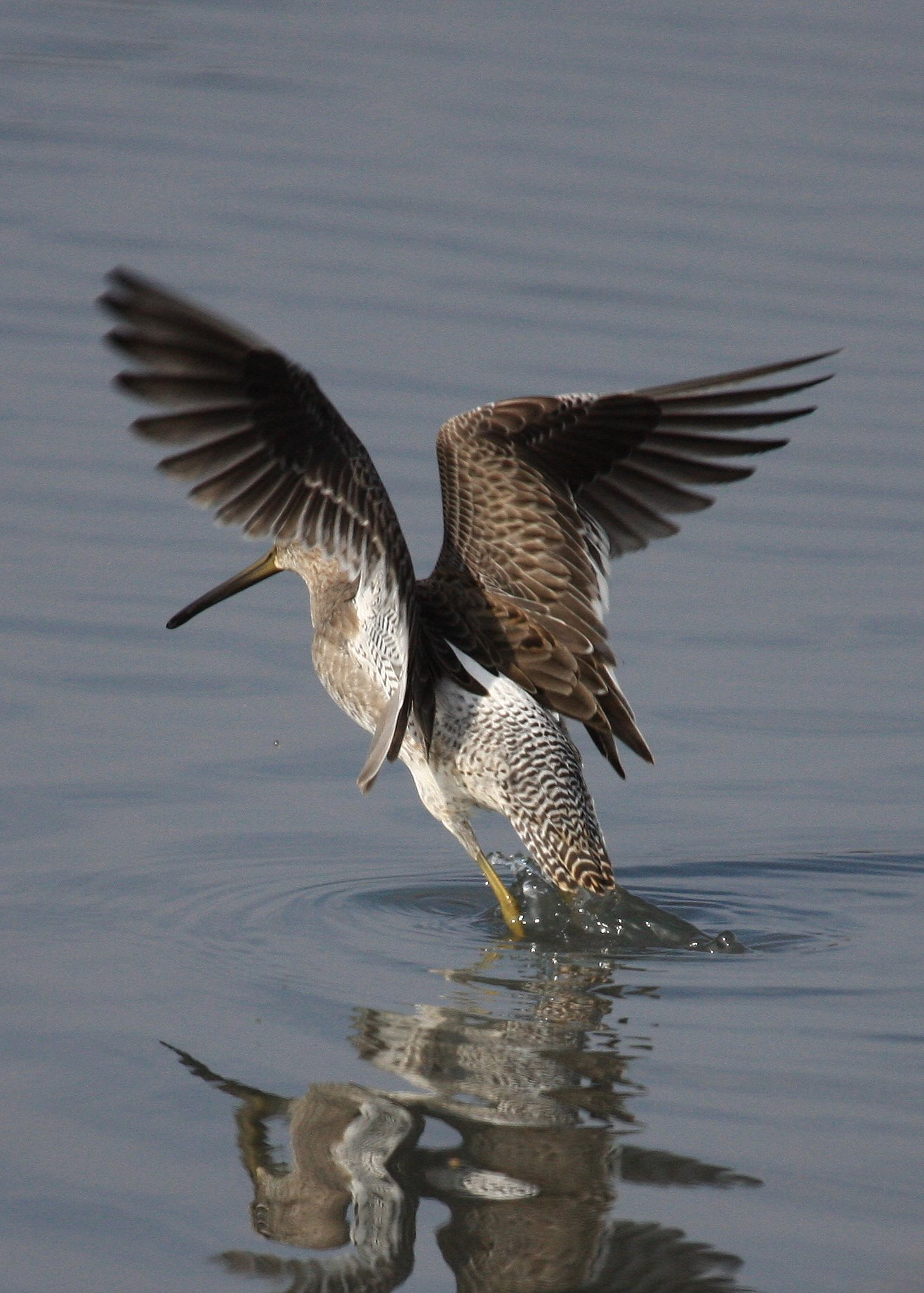